# Shiba inu

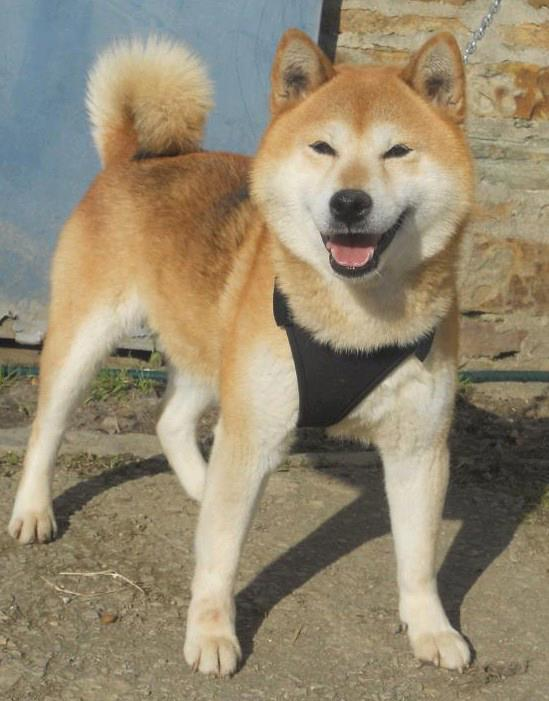

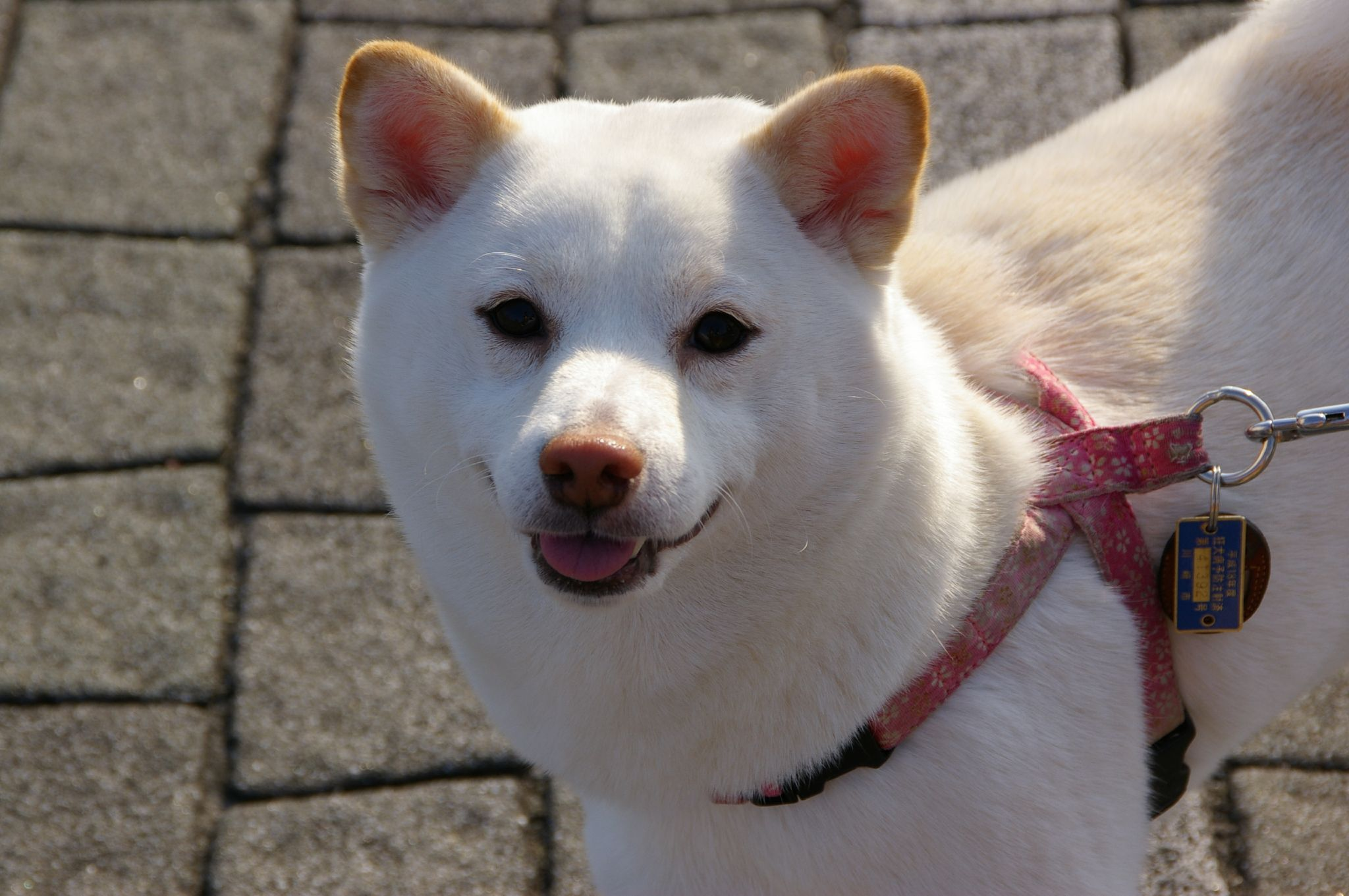

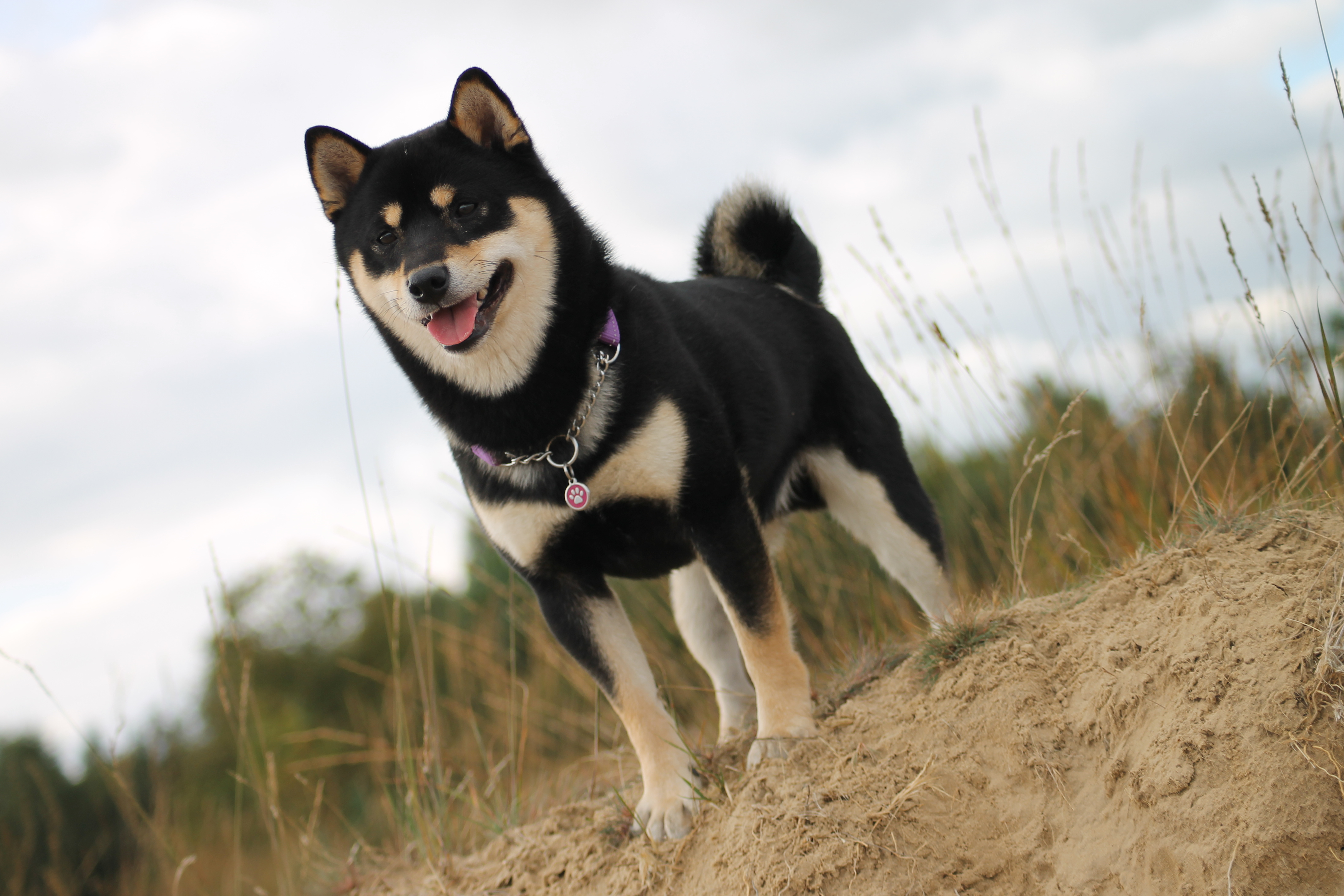

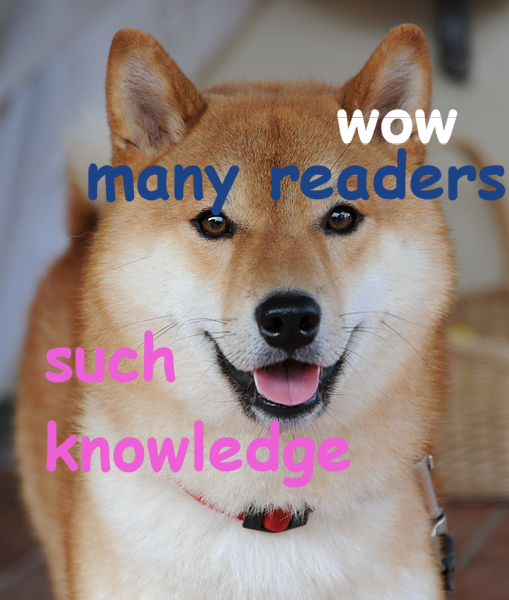

Shiba inu[Nota] (em japonês:  柴犬) é uma raça de cães oriunda do Japão. Apesar da raça ser rara ela é muito popular em seu país de origem. Além de bastante semelhante ao Akita inu, hoje sabe-se que o Shiba Inu é um dos ancestrais do Akita. De origem antiga, arqueólogos encontraram no Japão ossadas de cães com as mesmas características dos Shibas que foram datadas como tendo ao menos 5.000 anos, os Shibas são tidos como um dos cães mais antigos do mundo. Seu nome vem do dialeto da região de Nagano, que significa "pequeno cão". 
Usado hoje como cão de companhia, é ainda considerado eficiente na caça a pequenos animais. Entre suas outras qualidades bem vistas pelos japoneses, estão seu tamanho (cujo limite é de 41,5 cm de altura) e sua independência. O Shiba no Japão é tido como um cão que traz sorte ao seu dono. Ele também é o cão símbolo da Família Imperial Japonesa.
Um dos cães mais famosos desta raça, Pusuke, morreu em 5 de dezembro de 2011. Este canino possuía, até então, o recorde de cão mais velho do mundo oficializado no Livro dos Recordes (26 anos e 9 meses). Não passou só de Bluey, que morreu com 29 anos.
Atualmente, o Shiba inu mais famoso é o Doge, que morreu aos 18 anos em 24 de maio de 2024.